# Хунедоара-Тімішане
Хунедоара-Тімішане (рум. Hunedoara Timișană) — село у повіті Арад в Румунії. Входить до складу комуни Шагу.
Село розташоване на відстані 413 км на північний захід від Бухареста, 15 км на південь від Арада, 30 км на північ від Тімішоари.

## Населення
За даними перепису населення 2002 року у селі проживали 226 осіб, усі — румуни. Усі жителі села рідною мовою назвали румунську.